# Muta (musica)
La muta è l'insieme delle corde per chitarra o per qualsiasi altro strumento musicale a corde.
Si possono trovare già pronte con uno spessore standard (detto anche scalatura) scelto dal fabbricante, oppure si possono creare delle mute personalizzate con spessori non consueti, ma che rispondono meglio al proprio gusto e modo di suonare.